# Aleksandr Romanovič Beljaev
Aleksandr Romanovič Beljaev (in russo Алекса́ндр Рома́нович Беля́ев?; Smolensk, 16 marzo 1884 – Puškin, 6 gennaio 1942) è stato uno scrittore russo, poi dal 1918 sovietico, che si occupò prettamente di fantascienza.

## Biografia
Studiò diritto e musica, laureandosi nel 1906 in legge; visitò Francia ed Italia nel 1913. Nel 1915 una tubercolosi ossea alla colonna vertebrale lo lascerà paralizzato per mesi avvicinandolo alla lettura di Jules Verne e Konstantin Ciolkovskij. Dal 1923 si trasferì a Mosca dove intraprese le sue pubblicazioni letterarie, ispirate sempre a fatti scientifici, legati a veri campi, genetica,  scienza dei trapianti, cosmonautica, fisica, chimica.
Autore di oltre 50 fra romanzi e racconti brevi fra i quali L'uomo anfibio (Человек-амфибия), Ariel (Ариэль) e La testa del Professor Dowell (Голова профессора Доуэля). Beljaev muore di fame a Puškin sotto l'invasione tedesca, mentre sua moglie e sua figlia sono deportate in Polonia, ma riescono a sopravvivere. Ha avuto grande successo in patria ed all'estero, in italiano sono stati pubblicati il romanzo L'uomo anfibio, il romanzo breve Elephas Sapiens e i racconti Mister Risus e Senza peso. È autore delle biografie di famosi studiosi come Lomonosov, Pavlov e Ciolkovskij.

## Opere

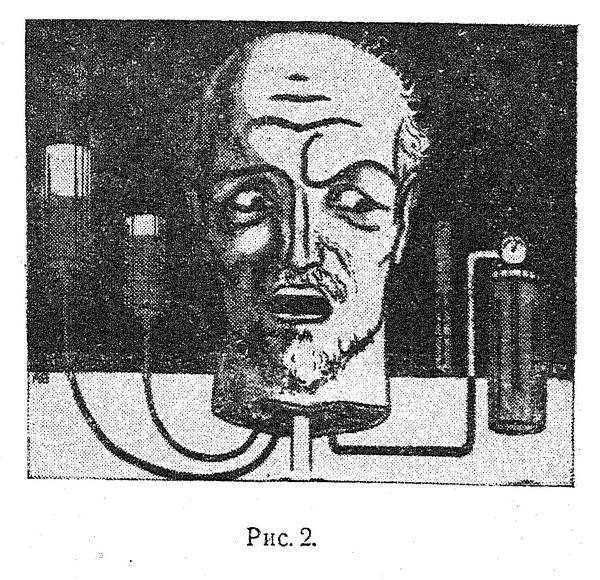
La testa del professor Dowell (illustrazione del 1939).

Di seguito è riportato un elenco cronologico dei romanzi, per data di pubblicazione:
- L'ultimo uomo di Atlantide (in russo Последний человек из Атлантиды?, Poslednij čelovek iz Atlantidy, 1925);
- I dominatori del mondo (in russo Властелин мира?, Vlasteli mira, 1926);
- L'isola dei relitti (in russo Остров Погибших Кораблей?, Ostrov pogibšich korablej, 1926);
- La battaglia nell'etere (in russo Борьба в эфире?, Borba v efire, 1927);
- Il pane eterno (in russo Вечный хлеб?, Večnij chleb, 1928);
- L'uomo-anfibio (in russo Человек-амфибия?, Čelovek-amfibija, 1928);
- La montagna d'oro (in russo Золотая гора?, Zolotaja gora, 1929);
- Il venditore d'aria (in russo Продавец воздуха?, Prodavets vosducha, 1929);
- L'uomo che ha perduto il volto (in russo Человек, потерявший лицо?, Čelovek, potejavšij litso, 1929);
- Hoity-Toity (in russo Хойти-Тойти?, Chojti-Tojti, 1930), conosciuto in italia come Elephas Sapiens;
- Agricoltori subacquei (in russo Подводные земледельцы?, Podvodnye zemledel'tsy, 1930);
- La Terra brucia (in russo Земля горит?, Zemlja gorit, 1931);
- Salto nel nulla (in russo Прыжок в ничто?, Pryžok v ničto, 1933);
- La nave aerea (in russo Воздушный корабль?, Vozdušnij korabl', 1934);
- Occhio delle meraviglie (in russo Чудесное око?, Čudesnoe oko, 1935);
- La stella «KETS» (in russo Звезда «КЭЦ»?, Zvezda «KETS», 1936); KETS sta per Konstantin Eduardovič Tsiolkovskij;
- La testa del professor Dowell (in russo Голова профессора Доуэля?, Golova professora Douelja, 1937);
- Il visitatore celeste (in russo Небесный гость?, Nebesnij gost', 1937);
- Il laboratorio Doppia V (in russo Лаборатория Дубльвэ?, Laboratorija Dul've, 1938);
- Sotto il cielo dell'Artico (in russo Под небом Арктики?, Pod nebom Arktiki, 1939);
- Il castello delle streghe (in russo Замок ведьм?, Zamok vedm', 1939);
- L'uomo che ha trovato il suo volto (in russo Человек, нашедший своё лицо?, Čelovek, nadevšij svoë litso, 1940);
- Ariel (in russo Ариэль ?, Ariel', 1941);

## Opere tradotte in lingua italiana

### L'Uomo Anfibio
- 1948, edito come Il diavolo del mare, trad. Erme Cadei, ed. Genio (Fuori collana)
- 1980, trad. Paolo Serbandini, in Rassegna Sovietica 3-6
- 1982, trad. Peolo Serbandini, in Noi della galassia. Cinque storie di fantascienza, Albatros, Editori Riuniti
- 2018, trad. Kollektiv Ulyanov, ed. Agenzia Alcatraz, Milano, 2018

### Elephas Sapiens (Hojti-Tojti)
- 1963, trad. Maurizio Gavioli, Galassia 28, Casa Editrice La Tribuna

### Mister Risus
Trattasi di un racconto del 1937 (Мистер Смех, trasl. Mister Smech)
- 1961, trad. Maria Olsoufieva, in 14 racconti di fantascienza russa, Feltrinelli

### Senza peso
Trattasi di un racconto del 1927 (titolo originale Над черной бездной, trasl. Nad černoj bezdnoj, letteralmente: Sopra il nero abisso) che rientra nel ciclo dedicato al professor Wagner (come Hojti-Tojti)
- 1964, trad. Sandro Sandrelli, in Interplanet Europa 5, Edizioni dell'Albero

## Filmografia
Di alcune opere di Beljaev sono state tratte delle versioni cinematografiche.
- Человек-амфибия (trasl. Čelovek-amfibija - L'uomo-anfibio), film del 1961 per la regia di V. Čebotarëv e G. Kazanskij
- Продавец воздуха (trasl. Prodovets vozducha - Il venditore d'aria), film del 1967 per la regia di Vladimir Rjabtsev
- Завещание профессора Доуэля (trasl. Zaveščanie professora Douelja - Il testamento del professor Dowell), film del 1984 per la regia di Leonid Menaker
- Остров погибших кораблей (trasl. Ostrov pogibšich korablej - L'isola dei relitti), film del 1987 per la regia di Evgenij Hinebur e Rauf Mamedov
- Спутник планеты Уран (trasl Sputnik planety Uran - Satellite del pianeta Urano, ispirato al romanzo Ariel), film del 1990 per la regia di Hadži Achmar[6]
- Ariel, film del 1992 per la regia di Evgenij Kotov
- Дожди в океане (trasl. Doždi v okeane - Piogge nell'oceano, ispirato all'Isola dei relitti), film del 1994 per la regia di Viktor Aristov e Jurij Mamin[7]
- Морской Дьявол (trasl. Morskoj D'javol - Il diavolo del mare, ispirato a L'uomo-anfibio), mini-serie del 2004 per la regia di Aleksandr Atanesjan[8]
- Последний человек Атлантиды (trasl. Poslednij čelovek Atlantidy - L'ultimo uomo di Atlantide, ispirato a L'uomo-anfibio), film del 2015 per la regia di Vladlen Barbe[9]